# Stanko Svitlica
Stanko Svitlica (* 17. Mai 1976 in Kupres, SFR Jugoslawien, heute Bosnien und Herzegowina) ist ein ehemaliger serbischer Fußballspieler.

## Vereinskarriere
Der Stürmer spielte zuletzt in der 2. serbischen Liga für den Verein FK Srem Sremska Mitrovica.
Er absolvierte in der Rückrunde der Saison 2003/04 drei Bundesligaspiele für Hannover 96, in denen er ein Tor erzielte und war in der 2. Liga in den beiden darauffolgenden Saisons insgesamt 38 mal für LR Ahlen im Einsatz und erzielte insgesamt elf Tore.

## Erfolge
- 1× Serbischer Meister (1996)
- 1× Polnischer Meister (2002)
- 1× Polnischer Ligapokal (2002)
- 1× Torschützenkönig der polnischen Ekstraklasa (2003)